# Federación Regional Española de la AIT
La Federación Regional Española de la AIT (FRE-AIT) fue la sección española de la Asociación Internacional de Trabajadores o Primera Internacional. Se fundó en el Congreso Obrero de Barcelona de 1870 durante el Sexenio Democrático desarrollando su actividad hasta 1881 cuando se disolvió. Tras el triunfo del golpe de Pavía en enero de 1874, que puso fin a la República Federal, tuvo que operar en la clandestinidad hasta su disolución. En este periodo de tiempo experimentó un proceso de radicalización hacia postulados insurreccionales.
Desde el principio asumió los principios bakuninistas, por ello, cuando Bakunin fue expulsado de la Internacional en el Congreso de La Haya de 1872, se integró en la Internacional anarquista. Le sustituyó la Federación de Trabajadores de la Región Española fundada en el Congreso Obrero de Barcelona de 1881.

## El nacimiento de la Federación Regional Española de la AIT

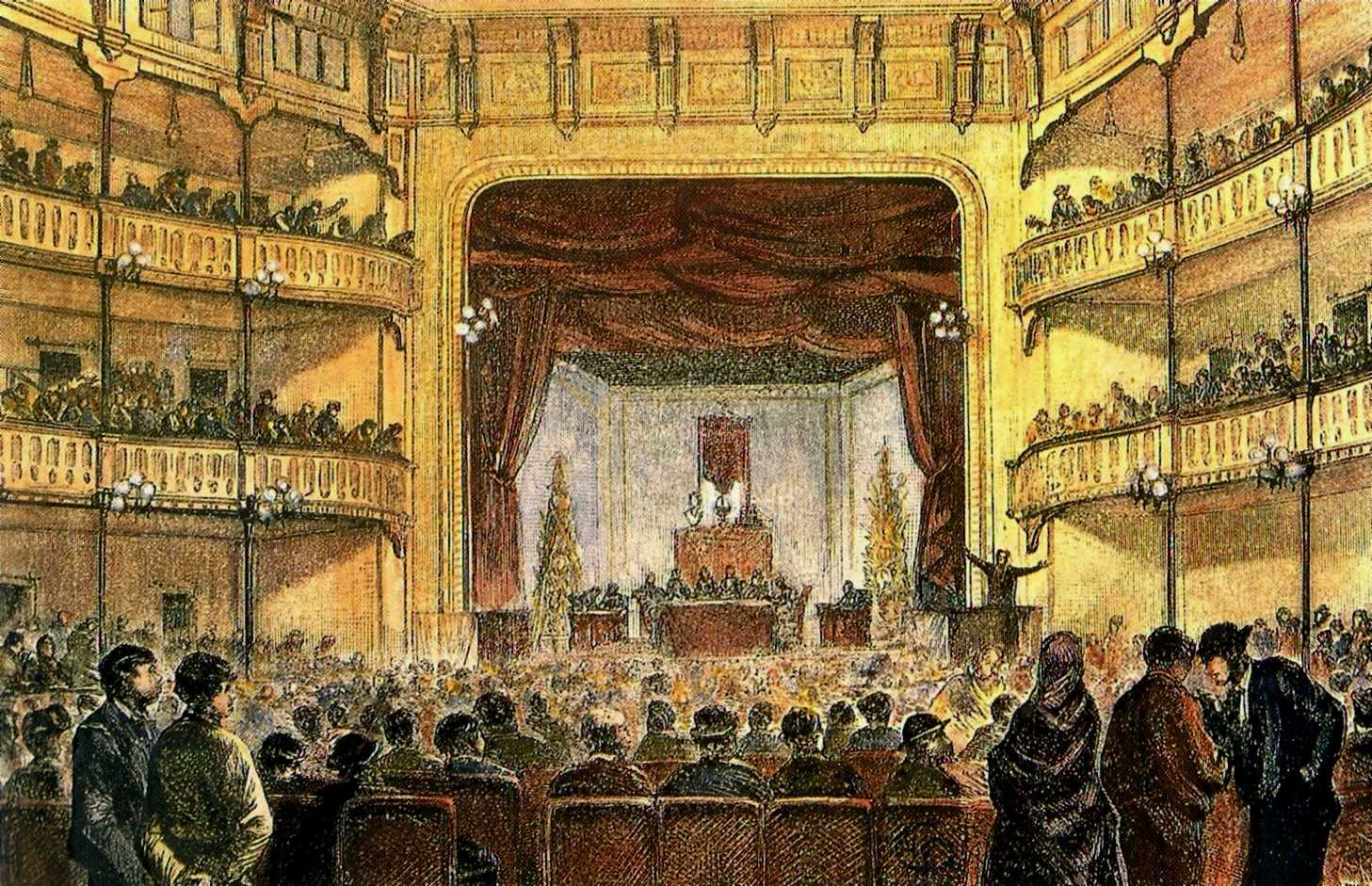
Un grabado del Congreso Obrero de 1870 que se celebró en el Teatro Circo de Barcelona.

El Congreso Obrero de Barcelona de 1870 se desarrolló en junio en el Teatro Circo de Barcelona. Asistieron 89 delegados, 74 de sociedades obreras catalanas, que representarían a 15 000 afiliados. Estuvieron representadas tres corrientes: la bakuninista que era «antipolítica, antiestatal, colectivista y solo relativamente favorable al desarrollo de las sociedades obreras»; la sindicalista, subdividida a su vez entre una tendencia «apolítica» y otra «política», esta última favorable a continuar participando en el movimiento republicano-federal; y la cooperativista, poco interesada en la declaración de huelgas.
El Congreso decidió constituir la Federación Regional Española de la Asociación Internacional de Trabajadores (AIT), siendo el tema más polémico en los debates la actitud que debía mantener la nueva organización hacia la política. Los bakuninistas intentaron convencer a los delegados sindicalistas políticos y a los cooperativistas de las virtudes del «antipoliticismo» pero estos siguieron defendiendo la república federal. Al final se llegó a un acuerdo de cierta ambigüedad en el que «no se definía con claridad el antipoliticismo (es decir, la oposición global y sistemática a los partidos políticos, las elecciones y los parlamentos) sino un apoliticismo que, al recomendar a las sociedades obreras que renunciaran, como colectividades, a la política, no impedía la acción política de sus afiliados si se los consideraba de manera individual». El acuerdo en realidad fue el resultado de la aceptación por parte de los bakuninistas del "apoliticismo" de los sindicalistas que defendían que había que dejar la política fuera del debate interno de las sociedades obreras, para así agrupar a todos los obreros independientemente de las ideas que tuvieran, y supuso la derrota de los sindicalistas políticos favorables al republicanismo federal. Así pues, como ha señalado Josep Termes, «en el Congreso de Barcelona no se produjo exactamente la victoria del antipoliticismo bakuninista, sino el de una coalición de anarquistas y de sindicalistas apolíticos».
No todas las sociedades obreras existentes entonces en España (unas 195 que tenían unos 25 000 asociados) se integraron en la FRE-AIT. El número de afiliados a esta osciló entre un mínimo de 1.764 en abril de 1871 y unos 15 000 en agosto de 1872, lo que la convertía en una de las federaciones regionales más importantes de la Primera Internacional. Las federaciones locales (13 y 33 en proceso de constitución) fueron muy desiguales en cuanto al número de integrantes (la de Barcelona llegó a alcanzar los 6 000 miembros, mientras que la Madrid nunca superó los 200).

## Los dos primeros años de la FRE-AIT

### El impacto de la «Comuna de París» (1871)
En marzo de 1871 estalló la Comuna de París, un acontecimiento que iba a tener una enorme repercusión sobre la Internacional. Como ha señalado Manuel Tuñón de Lara, la Commune de París provocó una «psicosis de terror no solo en los medios conservadores y de derechas, sino también en la mayoría de los medios burgueses» de toda Europa. El 31 de marzo el conservador Diario de Barcelona ya se hacía eco de una información que afirmaba: «Es indudable que han llegado a España agentes de la Internacional con objeto de que estalle el incendio de la sedición en las capitales mejor dispuestas para ello».

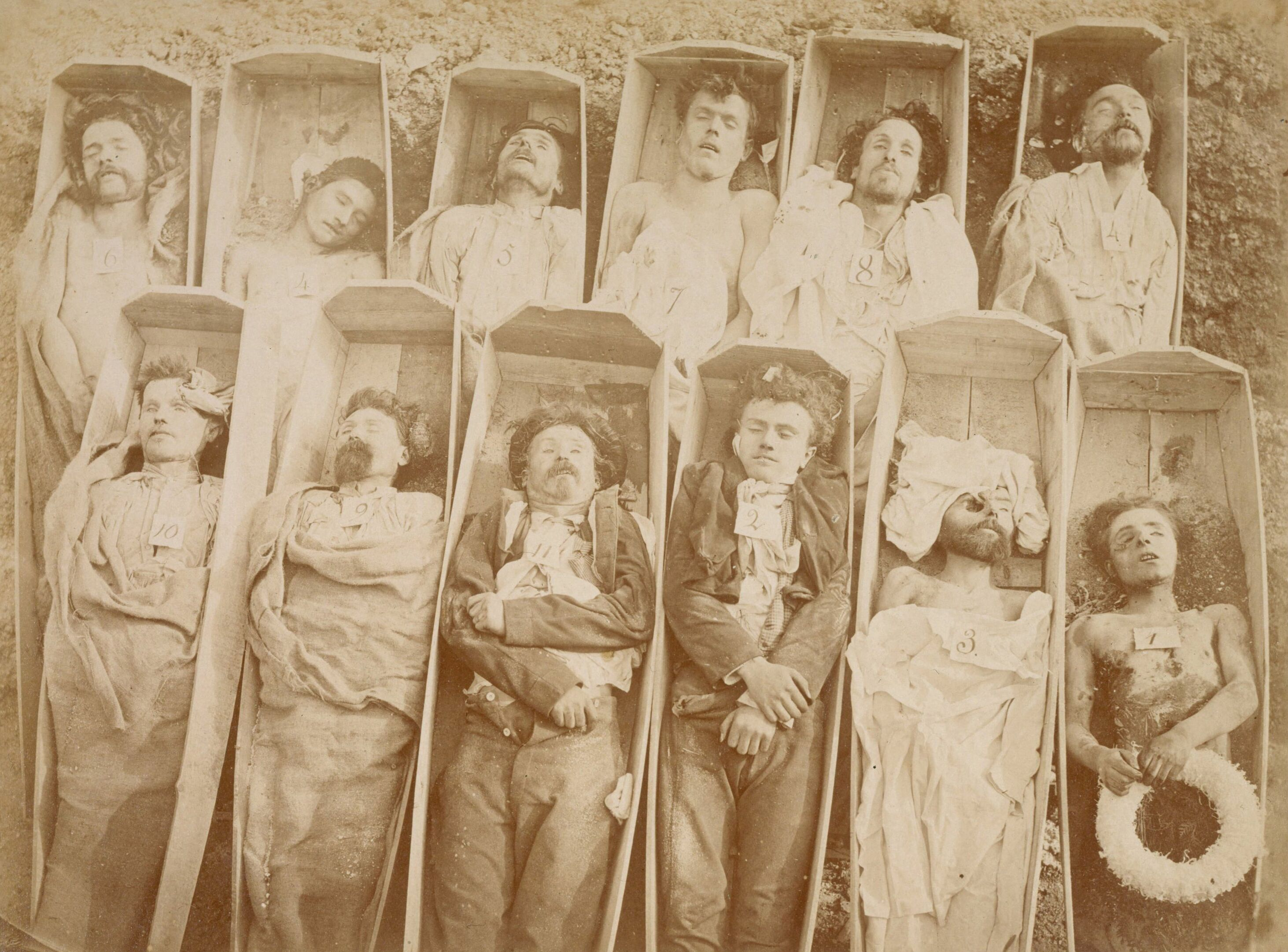
Miembros de la Comuna ejecutados.

Una de las primeras reacciones de las autoridades fue la prohibición de huelgas y reuniones decretada por el gobernador civil de Barcelona, que estuvo acompañada del asalto al local de la sociedad obrera «Las Tres Clases del Vapor» y la detención de su presidente Bové el 29 de abril. Esta actuación motivó que el 22 de mayo varios diputados republicanos federales catalanes presentaran una protesta en las Cortes, lo que suscitó un vivo debate sobre la Internacional, ya que coincidió con la derrota de la Comuna. Les respondió el ministro de la Gobernación Práxedes Mateo Sagasta que dijo que los internacionalistas eran perturbadores extranjeros cuando en realidad se trataba de refugiados communards que huían de la represión.
Seis días después, el 28 de mayo de 1871, Sagasta enviaba una circular a los gobernadores civiles en la que les otorgaba amplios poderes para actuar contra la Internacional. El 3 de junio anunció en el Congreso de los Diputados que no toleraría la propaganda subversiva. Pocos días después, fue suspendida la publicación del periódico internacionalista La Federación tras haber publicado el Manifiesto de algunos partidarios de la «Commune» a los poderosos de la tierra  y su administrador, Gaspar Sentiñón, fue detenido y conducido al castillo de Montjuic junto con Bové, donde permanecerían hasta septiembre gracias a una amnistía. También fue suspendido el periódico madrileño La Solidaridad, y en su lugar comenzó a publicarse el 19 de junio La Emancipación, con José Mesa como director. Hubo más detenciones y registros en otras localidades. Ante esta situación el 3 de junio el Consejo Federal abandonó Madrid y se instaló en Lisboa y allí decidió suspender el Congreso de Valencia y sustituirlo por una «Conferencia reservada» a celebrar también en Valencia el 10 de septiembre.
El debate en las Cortes se reabrió con motivo de una interpelación sobre la política que iba adoptar el gobierno con los refugiados que llegaban de Francia. Sagasta contestó que eran «delincuentes» y que como tales «se entregarán a las autoridades francesas en cuanto estas soliciten su extradición». El 14 de junio afirmó que la finalidad de la Internacional era «destruir la familia, destruir la sociedad, borrar la patria, hacer desaparecer por la fuerza todos los elementos de la civilización conocidos». Al día siguiente el Congreso de los Diputados acordó por unanimidad formar una comisión «para estudiar el estado moral, intelectual y material de las clases trabajadoras».
Según Josep Termes, «la Commune de París contribuyó en gran manera a afianzar y hacer más honda la separación entre obrerismo y republicanismo. Para los internacionalistas, los acontecimientos parisinos demostraban claramente que la burguesía y el proletariado eran clases antagónicas, con intereses y fines radicalmente opuestos. Esto ya había sido dicho y escrito innumerables veces, pero la "Commune" fue, para ellos, una demostración práctica y real de la teoría clasista. La Internacional encadenó las causas y efectos con lógica; y pensó que si la burguesía republicana francesa asesinaba a los obreros y se oponía a la libertad y al federalismo, esto significaba que la república burguesa era tan enemiga del obrero como la monarquía». Así se expresaba el Consejo Federal de la FRE-AIT el 6 de agosto de 1871:

Destruida la antigua aristocracia y habiendo conseguido la clase media colocarse en su lugar… la clase trabajadora, el proletariado… no ve ni puede ver en las prerrogativas y privilegios del capital otra cosa que la sustitución del feudalismo señorial antiguo por el feudalismo capitalista.

El periódico La Emancipación publicó un artículo con el significativo título de De por qué combatimos el partido republicano en el que decía:

Entre la república parlamentaria de Thiers y Julio Favre, y la república representativa que los burgueses quieren establecer en España, no acertamos a ver la más leve diferencia… Si los republicanos subieran al poder y les pidiéramos la aplicación rigurosa de los principios democráticos, nos contestarían ni más ni menos que sus correligionarios de Francia, por la boca de los cañones.

### La Conferencia de Valencia y el debate en las Cortes sobre la ilegalización de la FRE-AIT (septiembre-noviembre de 1871)
Tras la caída a finales de julio de 1871 del gobierno del general Serrano, en el que Sagasta era el ministro de la Gobernación, y su sustitución por otro presidido por Manuel Ruiz Zorrilla que se mostró más tolerante hacia las actividades de la Internacional, el Consejo federal decidió volver a Madrid. Entre el 10 y el 18 de septiembre se celebró en Valencia «en un ambiente de semiclandestinidad» la proyectada Conferencia reservada o secreta, en la que se adoptó una resolución típicamente bakuninista:

Que la verdadera república democrática federal es la propiedad colectiva, la anarquía y la federación económica, o sea, la libre federación universal de libres asociaciones obreras agrícolas e industriales.

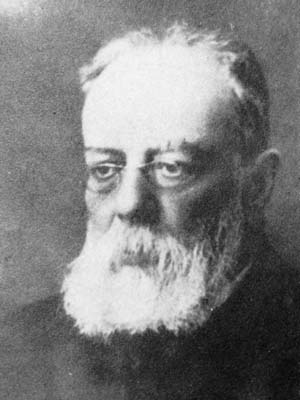
Anselmo Lorenzo, ¿hacia 1900?

En la conferencia se eligió un nuevo Consejo Federal y se acordó que Anselmo Lorenzo representara a la FRE-AIT en la Conferencia de la Internacional que se iba a celebrar en Londres entre el 17 y el 23 de septiembre de 1871. En esa Conferencia se ratificaron las tesis marxistas, saliendo derrotadas las bakuninistas, y se ratificó la disolución de la Alianza de Bakunin. Aunque a su vuelta a España Lorenzo no explicó las diferencias que había en el seno de la Internacional entre bakuninistas y marxistas, las discrepancias fueron conocidas. Así a partir de la conferencia de Londres una parte de la sección madrileña, integrada por los redactores del diario La Emancipación, empezó a adoptar la tesis marxistas y a publicar artículos defendiéndolas. Además uno de sus miembros, Francisco Mora Méndez, comenzó a cartearse con Engels.
A principios de octubre cayó el gobierno de Ruiz Zorrilla, siendo sustituido por otro presidido por José Malcampo, un hombre del partido de Sagasta. Aquel, deseoso de mostrar al país que la monarquía democrática de Amadeo I no era sinónimo de desorden o de «anarquía mansa», propuso a las Cortes que votaran la ilegalización de la sección española de la Asociación Internacional de Trabajadores (AIT) . El ministro de la Gobernación justificó la propuesta diciendo que «los dogmas proclamados por las asambleas de los internacionales condenan el Estado, la religión, la familia, la propiedad…» y la Internacional hay que «disolverla como atentatoria a la seguridad del Estado».

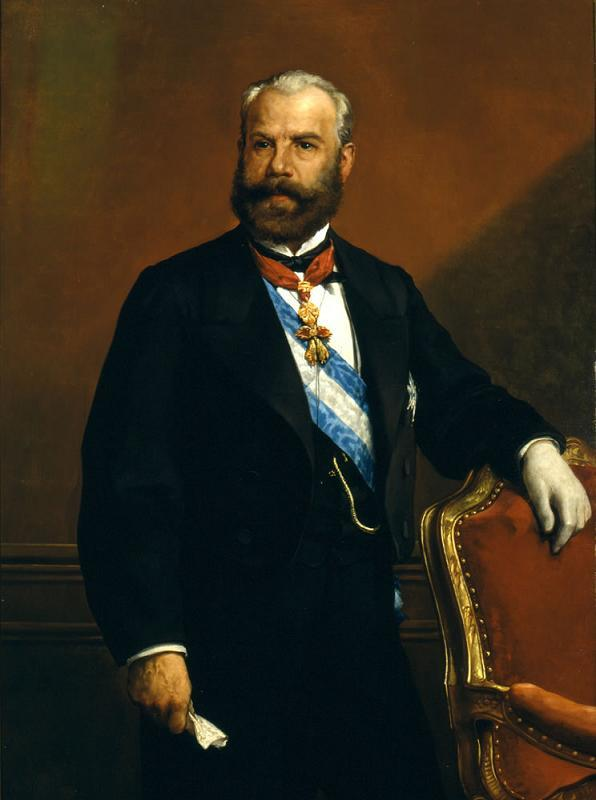
Antonio de los Ríos Rosas, diputado liberal moderado que defendió la ilegalización de la Internacional.

Los unionistas de Serrano y los progresistas del sector de Sagasta, que apoyaban al gobierno, estaban a favor de la ilegalización, postura a la que también se sumaron los diputados carlistas porque consideraban a los internacionalistas los «enemigos de la sociedad» , mientras que los republicanos federales estaban en contra porque defendían el inalienable derecho de asociación y veían la medida como obra de la «reacción». El grupo de Ruiz Zorrilla optó por la abstención porque, por un lado, estaban de acuerdo con los republicanos en que el derecho de asociación debía prevalecer, pero por otro lado no querían que las clases medias y conservadores, e incluso por el propio rey, los vieran como defensores del «desorden» que personificaban los internacionalistas y que se había manifestado en la Comuna de París. A favor del derecho de la Internacional a seguir existiendo solo intervinieron los diputados republicanos federales.

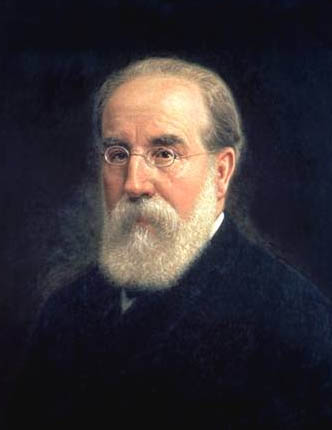
Francisco Pi y Margall, diputado republicano federal catalán que defendió el derecho de la Internacional a existir legalmente.

Al día siguiente de iniciarse el debate 16 de octubre (que duró veintiún días), el Consejo de la FRE-AIT mandó fijar carteles en las calles en los que se leía: «A la Internacional la están procesando en las Cortes», e hizo público un manifiesto titulado «A todos los trabajadores y a todos los hombres honrados». Seis días después la Federación madrileña por iniciativa del Consejo de la FRE-AIT organizó un acto en el teatro de los Campos Elíseos de Madrid presidido por Pablo Iglesias y en el que intervinieron varios oradores. El 10 de noviembre de 1871 tuvo lugar la votación en las Cortes, en la que 192 diputados (unionistas, progresistas "sagastinos" y carlistas) se manifestaron a favor de la prohibición de la FRE-AIT y 38 en contra (los republicanos federales).

Sin embargo, la prohibición de la Internacional (la «utopía universal del crimen», según el gobierno) no llegó a aplicarse a causa de la intervención del fiscal del Tribunal Supremo que dirigió una circular a las Audiencias el 23 de noviembre en la que decía que la Constitución de 1869 al reconocer el derecho de asociación amparaba a la AIT. Así pues la sección española de la AIT pudo continuar con sus actividades consiguiendo extenderse fuera de Cataluña, especialmente entre los jornaleros de Andalucía y los obreros y artesanos de Valencia y Murcia. El fiscal fue destituido por el ministro de Justicia.
A mediados de diciembre de 1871 cayó el gobierno de Malcampo siendo sustituido por otro presidido por Sagasta, quien acentuó la política represiva contra la Internacional. No solo el 15 de enero de 1872 dio nuevas instrucciones a los gobernadores civiles para que disolvieran las secciones internacionalistas (lo que obligó a la FRE-AIT a tomar medidas para prepararse para actuar en la clandestinidad) sino que propuso a varios gobiernos europeos realizar una acción conjunta contra la Internacional (que incluiría un tratado de extradición contra sus miembros), pero esta iniciativa exterior no cuajó a causa del rechazo británico.
Las medidas tomadas por el gobierno contra la Internacional fueron incluso más duras que las del año anterior, cuando se estaba desarrollando en París la Commune. Esto obligó al Comité Federal de la FRE-AIT a preparar el pase a la clandestinidad de la organización, para lo que decidió constituir grupos secretos de Defensores de la Internacional que serían los encargados de continuar sus actividades en caso de que fuera prohibida totalmente. Anselmo Lorenzo se encargó de constituir los grupos secretos en el Sur y Francisco Mora en el Este.

### La expulsión de los marxistas: el Congreso de Zaragoza y la Nueva Federación Madrileña (1872)

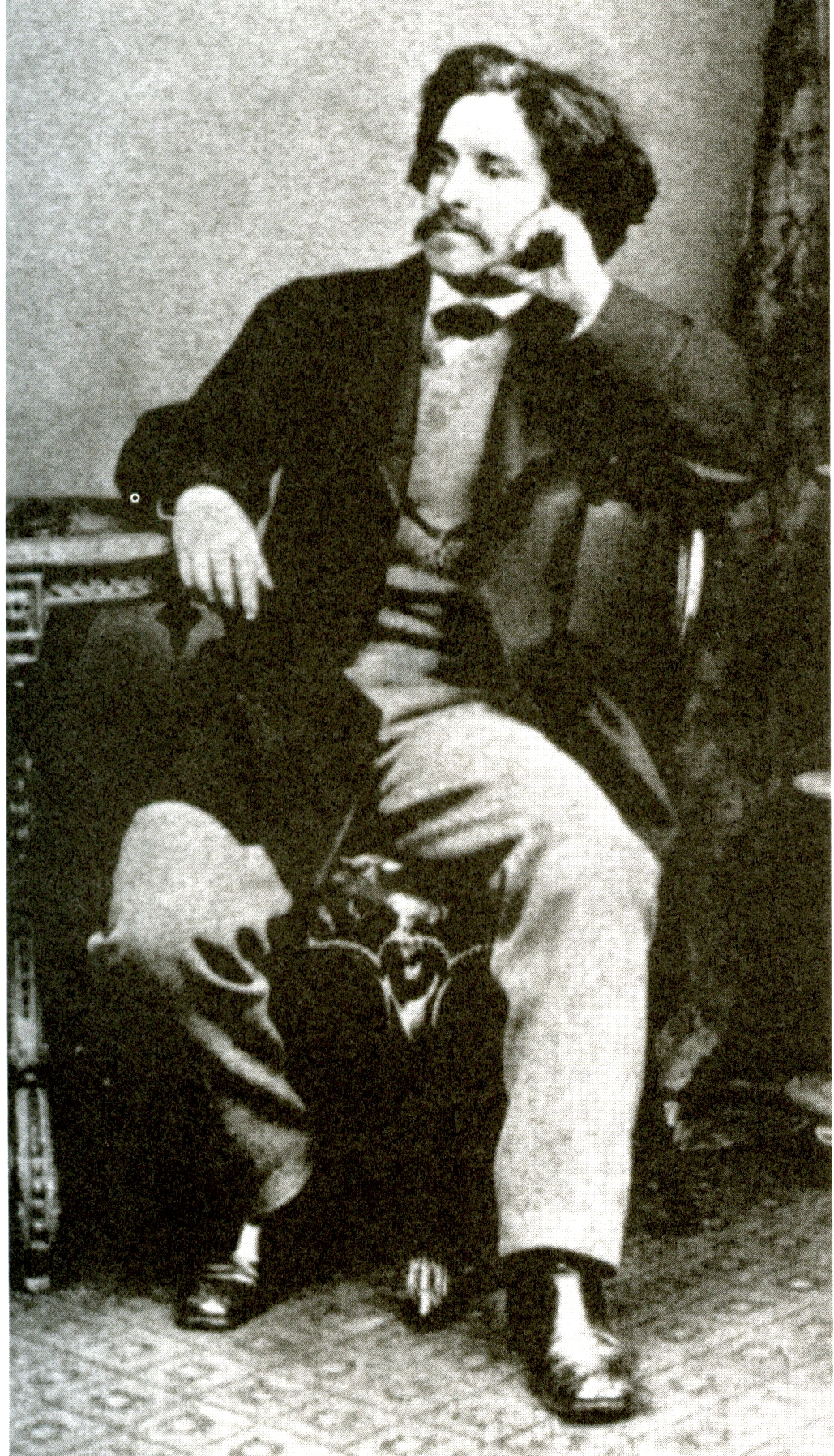
Paul Lafargue en 1871.

En diciembre de 1871 Paul Lafargue y su esposa Laura Marx (junto con su hijo pequeño que moriría al año siguiente) se instalaban en Madrid, después de haber entrado en España en agosto huyendo de la represión de la Comuna. Lafargue se puso inmediatamente en contacto con el Consejo de la FRE y con la Federación madrileña a cuyos miembros explicó que el programa de la Internacional era contrario al que defendía la Alianza bakuninista. Por esta razón Tomás González Morago, «apasionado aliancista», se enfrentó con Lafargue en la asamblea de la Federación madrileña que tuvo lugar el 7 de enero de 1872. Las tesis marxistas de Lafargue y de su esposa encontraron apoyo entre el grupo vinculado al diario La Emancipación formado por José Mesa, Francisco Mora Méndez y Pablo Iglesias y que empezó a publicar artículos defendiéndolas. Para combatirlas Morago creó un nuevo periódico llamado El Condenado. En febrero los redactores de La Emancipación enviaron una carta al Partido Republicano Federal para que se definiera sobre la Internacional y explicara cómo actuaría con ella si llegaba al gobierno, iniciativa que fue desautorizada por la Federación madrileña, donde los aliancistas encabezados por Morago tenían la mayoría. A principios de marzo aprobó la expulsión del grupo marxista pero el Consejo federal anuló la decisión hasta que se reuniera el Congreso de Zaragoza. A los miembros del grupo expulsado comenzó a llamárseles «autoritarios», mientras que los que defendían las posiciones bakuninistas se llamaron a sí mismos «antiautoritarios».
El Congreso de Zaragoza abrió oficialmente sus sesiones el 8 de abril de 1872 en el Teatro Novedades pero en realidad había comenzado clandestinamente cuatro días antes, el 4 de abril, en previsión de que fuera prohibido por el Gobierno, lo que acabó ocurriendo. Se trataron varios temas, aunque algunos de ellos, como el dictamen sobre la propiedad redactado por Anselmo Lorenzo e inspirado por Paul Lafargue y por Laura Marx, se aplazaron hasta el Congreso siguiente. En cuanto al conflicto surgido en la Federación madrileña con la redacción del periódico La Emancipación se dejó sin efecto la expulsión. Sin embargo, triunfaron las tesis bakuninistas y se eligió un nuevo Consejo de mayoría aliancista.
El conflicto con el grupo de la La Emancipación reapareció cuando el 2 de junio envió a todas las secciones de la Alianza una circular en la que les anunciaba que la de Madrid se autodisolvía e invitaba al resto a hacer lo mismo, aunque solo la sección de Cádiz les apoyó. Por esta razón fueron de nuevo expulsados de la Federación de Madrid, pero esta vez el Consejo Federal no intervino pues en él predominaban precisamente los aliancistas..

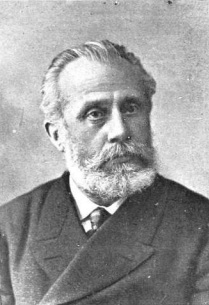
Pablo Iglesias, uno de los fundadores de la Nueva Federación Madrileña, a principios del.

Los nueve expulsados (Francisco Mora, Ángel Mora, Pablo Iglesias, Valentín Sáez, José Mesa, Victós Pagés, Hipólito Pauly, Inocente Calleja y Luis Cantillón), junto con cinco afiliados más, constituyeron el 8 de julio la Nueva Federación Madrileña, solicitando a continuación su reconocimiento por el Consejo Federal pero este se lo denegó, a pesar de que recibió la adhesión de algunas Federaciones. Entonces intervino el Consejo General de Londres que reconoció a la Nueva Federación Madrileña como miembro de la AIT, independientemente de la Federación Regional Española. Sin embargo, la escisión marxista de la FRE solo fue seguida por una docena de federaciones locales, integradas por cerca de 200 militantes, mientras que el resto de federaciones, unas 150 con 15 000 afiliados, se mantuvieron fieles a la línea "apolítica" bakuninista.
Los cuatro delegados de la FRE-AIT que acudieron al Congreso de La Haya celebrado a principios de septiembre de 1872 eran bakuninistas:Farga Pellicer, Morago, N. Alonso Marselau y Alerini (un refugiado de la Comuna de París); mientras que en representación de la Nueva Federación Madrileña fueron Paul Lafargue, que ya no volvería a España, y el director de La Emancipación, José Mesa. En el Congreso se ratificaron por amplia mayoría las tesis marxistas pero los cuatro delegados de la FRE se alinearon con los bakuninistas por lo que cuando el Congreso decidió expulsar de la Internacional a Bakunin y a su aliado suizo James Guillaume por no haber disuelto la Alianza Internacional de la Democracia Socialista firmaron junto con otros delegados un manifiesto mostrando su disconformidad. Esta expulsión, junto al congreso que celebraron los aliancista en Saint-Imier (Suiza) supuso la escisión de la Internacional.

## El Congreso de Córdoba y la Primera República (1873)

### El Congreso de Córdoba
Entre el 25 de diciembre de 1872 y el 3 de enero de 1873 se reunieron en el Teatro Moratín de Córdoba 50 delegados que representaban a 42 Federaciones locales y 10 uniones de oficio (en aquellos momentos la FRE contaba con unos 29 000 afiliados). No asistieron la «autoritaria» Nueva Federación Madrileña ni las federaciones vinculadas a ella como las de Lérida y Zaragoza. El Congreso de Córdoba rechazó las resoluciones «autoritarias» del Congreso de La Haya y aprobó las «antiautoritarias» del Congreso de Saint-Imier, alineándose completamente, pues, con la nueva Internacional anarquista. En coherencia con su proclamado «antiautoritarismo», se decidió suprimir el Consejo Federal y sustituirlo por una Comisión de correspondencia y estadística con sede en Alcoy.

### La postura de la Internacional ante la República

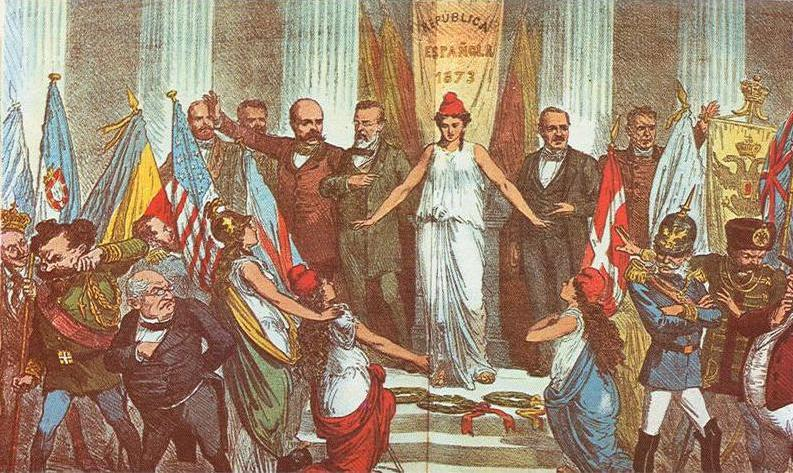
Alegoría sobre la República Española en el mundo.

La primera reacción de la Internacional a la proclamación de la Primera República Española el 11 de febrero de 1873 se produjo en Barcelona donde el 13 se convocó un mitin en la plaza de Cataluña, que reunió a unas 10 000 personas, hombres y mujeres. Según la crónica del acto del periódico federal La Independencia: «pronunciáronse discursos, modelos de buen sentido y de rectitud de intentos, aconsejándose el orden, admitiéndose la forma republicana federal como la solución que más puede favorecer el legal desarrollo de los problemas socialistas»; se habló de mantener el «orden republicano contra la agresión reaccionaria, pidiéndose al efecto armas al gobierno». El periódico concluía que el mitin y la manifestación que lo siguió han demostrado que «si la Internacional en España se ha presentado con cierta tirantez cuando visto discutida y hasta negada su legalidad… hoy que se presentan las vías legales para alcanzar pacíficamente las reformas sociales desea… hoy, la misma Internacional, tan temida y tan desconocida de los más, será una de tantas asociaciones que tendrán dentro de la república federal una vida legal, pacífica y provechosa».
Al mismo tiempo «Las Tres Clases del Vapor» promovieron una huelga para conseguir la jornada de diez horas. Los patronos atemorizados aceptaron reunirse el 15 de febrero con las comisiones de los obreros y con el alcalde y acordar la semana de 64 horas de trabajo, además de un aumento de un 7,5% de los salarios de los obreros que trabajaban a destajo. Por otro lado en Andalucía hubo motines y ocupaciones de fincas. En Valencia se rechazó la «República burguesa».
La reacción de la Comisión Federal de la FRE-AIT se produjo el 24 de febrero mediante una circular en la que aconsejaba la celebración de asambleas de trabajadores de todos los oficios para acordar las medidas a tomar. En las elecciones a Cortes Constituyentes de mayo la Comisión de la Internacional volvió a insistir en la necesidad de «abstenerse de toda política» (el presidente de la sociedad obrera catalana Tres Clases del Vapor publicó una carta en el periódico republicano federal La Independencia en la que apoyaba la abstención en las elecciones porque la intervención de los obreros en la «política burguesa» no era «el buen camino para llegar a la emancipación social»).

### La «revolució del petroli» de Alcoy
En las elecciones de mayo de 1873 los republicanos federales obtuvieron la mayoría y el 11 de junio, tras proclamarse la República Federal, Francesc Pi i Margall formó un gobierno que en su programa llevaba una ley de Jurados mixtos, la primera de todo el mundo, y otra sobre protección del trabajo de los menores de 16 años. Una semana después, el 19 de junio, la Internacional organizaba en Barcelona una gran manifestación a favor de la autonomía del Municipio en la que también participaron republicanos federales «intransigentes» y que dio lugar a la constitución de un Comité de Salud Pública (los manifestantes invadieron en el Ayuntamiento al grito de ¡viva la República social y el municipio comunalista!), pero que fue disuelto al día siguiente por las milicias de los «Voluntarios de la libertad». El 30 de junio un acontecimiento similar se produjo en Málaga donde también se formó un «Comité de Seguridad Pública», aunque en él solo había un internacionalista. Para hacer frente a la situación Pi i Margall remodeló su gobierno y suspendió las garantías constitucionales. Poco después se iniciaría la rebelión cantonal y la sustitución de Pi i Margall por Nicolás Salmerón.

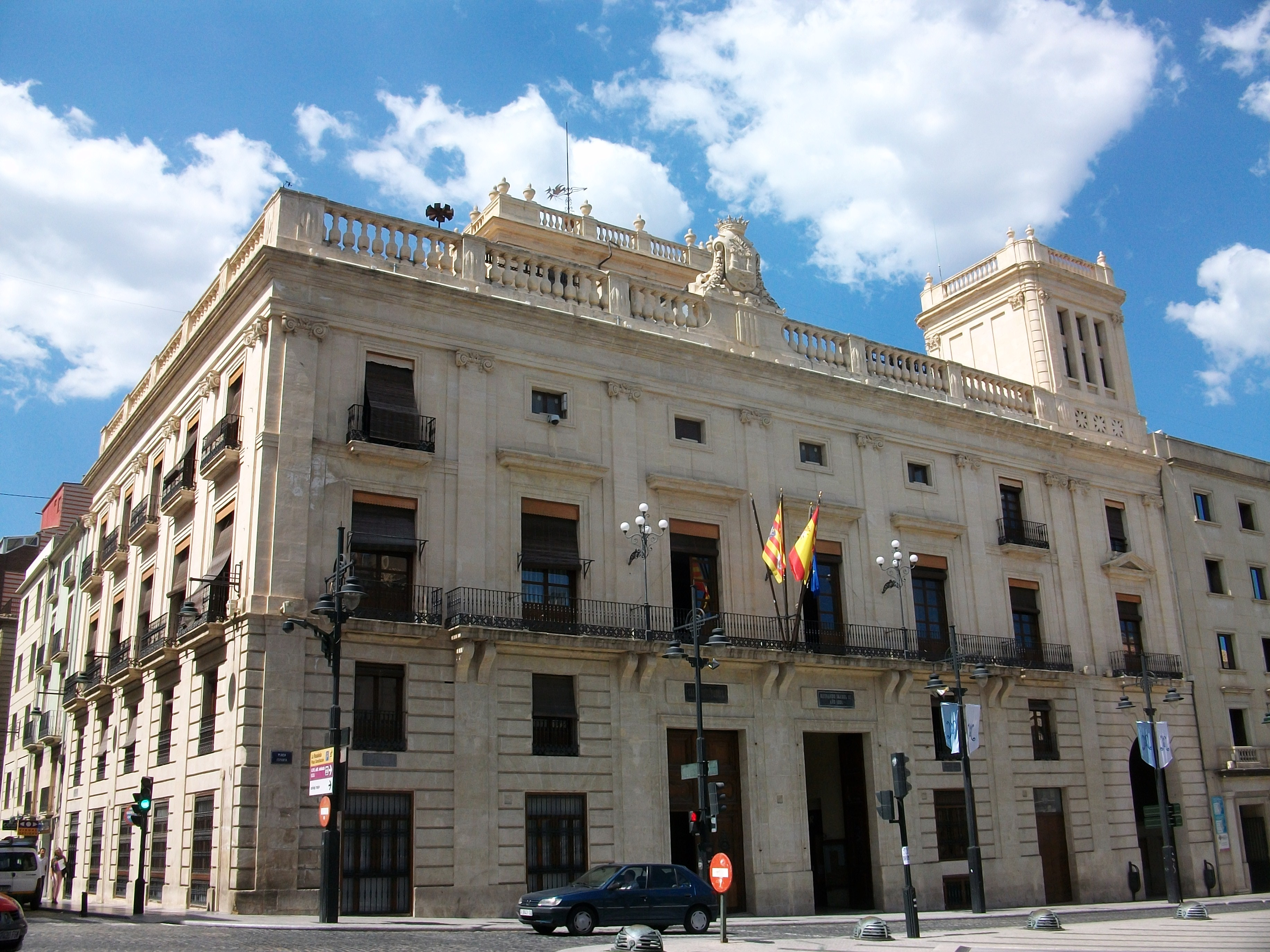
Edificio del Ayuntamiento de Alcoy, incendiado durante la Revolució del petroli

Sin embargo, seis días antes de la proclamación del Cantón Murciano en Cartagena que dio inicio a la revolución cantonal, hubo una rebelión que fue protagonizada por los internacionalistas: la «Revolució del petroli» de Alcoy. El 8 de julio comenzó una huelga general decidida el día anterior en una asamblea de los obreros de la localidad para conseguir el aumento de los salarios y la reducción de la jornada laboral, y que fue apoyada por la Comisión de la Internacional que tenía su sede allí. El día 9 los fabricantes rechazaron las reivindicaciones obreras, encontrando el apoyo del alcalde, el republicano Agustí Albors. Entonces los obreros exigieron la dimisión del alcalde y su sustitución por una junta revolucionaria. Cuando estaban reunidos en la plaza de la República los guardias dispararon contra ellos para que se disolvieran. Los trabajadores respondieron tomando las armas y haciéndose dueños de las calles. Detuvieron a algunos propietarios e incendiaron algunas fábricas. El alcalde Albors y 32 guardias se hicieron fuertes en el Ayuntamiento y en otros lugares estratégicos esperando la llegada de los refuerzos que habían pedido al Gobierno, pero finalmente tuvieron que capitular, muriendo el alcalde Albors en la refriega, muerte que más adelante se diría que fue causada por las «atrocidades de los revolucionarios». Se formó entonces un Comité de Salud Pública presidido por Severino Albarracín, miembro de la Comisión de la Internacional, que detentó el poder durante tres días hasta que el 13 de julio las tropas enviadas por el gobierno entraron en la ciudad sin encontrar resistencia. La Comisión de la Internacional huyó de Alcoy y se refugió en Madrid.

### Los sucesos de Barcelona
Coincidiendo con la revolución del petroli en Barcelona hubo un conato de rebelión protagonizado también por los internacionalistas. La derrota a manos de los carlistas de una columna republicana al mando del brigadier Josep Cabrinetty en Alpens, provocó una gran agitación en Barcelona (muchos obreros, incluidos los internacionalistas, se alistaron en las milicias, entre ellos Josep Llunas). El sábado 12 de julio la sociedad de las Tres Clases del Vapor organizó una huelga como protesta ante la lentitud de las autoridades para hacer frente a los carlistas y la Federación de Barcelona de la FRE-AIT celebró ese mismo día un mitin en la plaza de Cataluña. Parte de los reunidos se dirigieron a la plaza de San Jaime, pidiendo armas para el pueblo, y vitoreando a la Internacional, a «Las Tres Clases del Vapor» y a «la República Federal de Gracia». El lunes siguiente se declaró la huelga general en Barcelona y pueblos cercanos. En el manifiesto que hicieron público las comisiones obreras convocantes, además de advertir del peligro carlista, se hizo un llamamiento a participar en las elecciones municipales y a favor de la república democrática federal, lo que contradecía la postura «antipolítica» de la Comisión de la Internacional.
Por la tarde del lunes 14 de julio se celebró un nuevo mitin en la plaza de Cataluña en el que las comisiones obreras comunicaron que habían acordado volver al trabajo al día siguiente pero que reanudarían la huelga «desde el instante que existiese el convencimiento de que el gobierno no obraba en el sentido que desea la clase obrera». Sin embargo, la crisis se agravó cuando el 18 de julio se conoció que los carlistas habían ocupado Igualada donde habían incendiado el Ateneo Igualadino de la Clase Obrera. Se formó entonces una Junta de Salvación y Defensa de Cataluña, formada por las autoridades locales y por diputados a Cortes, y que formó una milicia para ir a combatir a los carlistas, a la que se alistaron muchos obreros. Superada la crítica situación la Junta se disolvió una semana después.

### La rebelión cantonal

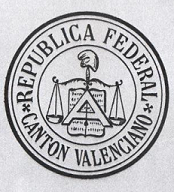
Escudo del Cantón federal de Valencia en el que los internacionalistas tuvieron una participación muy activa.

El 14 de julio, el mismo día de la huelga general de Barcelona, se iniciaba en Cartagena la revolución cantonal. Se ha discutido mucho sobre el grado de participación en la misma de la FRE-AIT, pero hoy parece claro que los dirigentes de la Internacional no intervinieron en la rebelión cantonalista y que el único lugar donde los "internacionalistas" tomaron la iniciativa, además de la revolució del petroli de Alcoy, fue en San Lúcar de Barrameda, como reconoció en una carta fechada el 4 de agosto Tomás González Morago, miembro del Comité federal: «La federación de Alcoy y la de San Lúcar de Barrameda son las únicas que han intentado por su propia cuenta un movimiento contra el orden de cosas establecido». Sin embargo, muchos «internacionalistas» participaron, especialmente en Valencia, donde algunos de ellos formaron parte de la Junta cantonal, y Sevilla.
En una carta del 15 de septiembre Francisco Tomás Oliver, miembro de la Comisión federal, diferenciaba la insurrección de Alcoy, «un movimiento puramente obrero, socialista revolucionario», de la rebelión cantonal, un movimiento «puramente político y burgués», y afirmaba que «Sevilla y Valencia son las únicas dos ciudades en que se han batido los internacionales», aunque reconocía que habían tomado «una parte muy activa en los acontecimientos» en otras localidades, como Cádiz, Granada, Jerez de la Frontera, San Fernando, Carmona, Lebrija, Paradas, Chipiona y San Lúcar de Barrameda, pero que luego habían sido «abandonados por los farsantes». La consecuencia fue que la represión también se abatió sobre los internacionalistas, especialmente tras la formación del gobierno de Emilio Castelar quien a principios de septiembre de 1873 sustituyó a Salmerón.

## El periodo de la clandestinidad (1874-1881)

### La organización de la actividad clandestina y el Congreso de Madrid
Para hacer frente a la represión ordenada por el gobierno de Castelar, la Comisión recomendó a las Federaciones que se organizaran en secreto ya que «si no se permite reunirse a la luz del sol, deben reunirse en la sombra, o por otros medios», sugiriendo que se formaran grupos de ocho o diez afiliados que «si no os fuese permitido reuniros en asambleas públicas hacedlas secretas». Asimismo se recomendaba pedir a los ayuntamientos que aprobaran el establecimiento de un ateneo, de una escuela o de una sociedad de ayuda mutua que sirviera «de pantalla» para poder continuar actuando «dentro de la ley o fuera de ella». «De este modo, para la autoridad seréis un Ateneo y para nosotros la Federación local». Por último, la Comisión consideró legítimo el uso de la violencia contra los que ejercían la represión. Así en una circular del 10 de noviembre la Comisión decía que los excesos cometidos contra los internacionalistas les empujaba, «por desgracia de la humanidad, a un estado de horribles represalias en las que calle la palabra, enmudezca la pluma y cesen las funciones de la razón». Josep Termes ha destacado que en esta circular la Comisión dio las primeras señales de estar aceptando las tesis nihilistas «al señalar la posibilidad de acudir a las represalias personales, contra patronos y traidores a la organización obrera, y a la destrucción de fábricas».

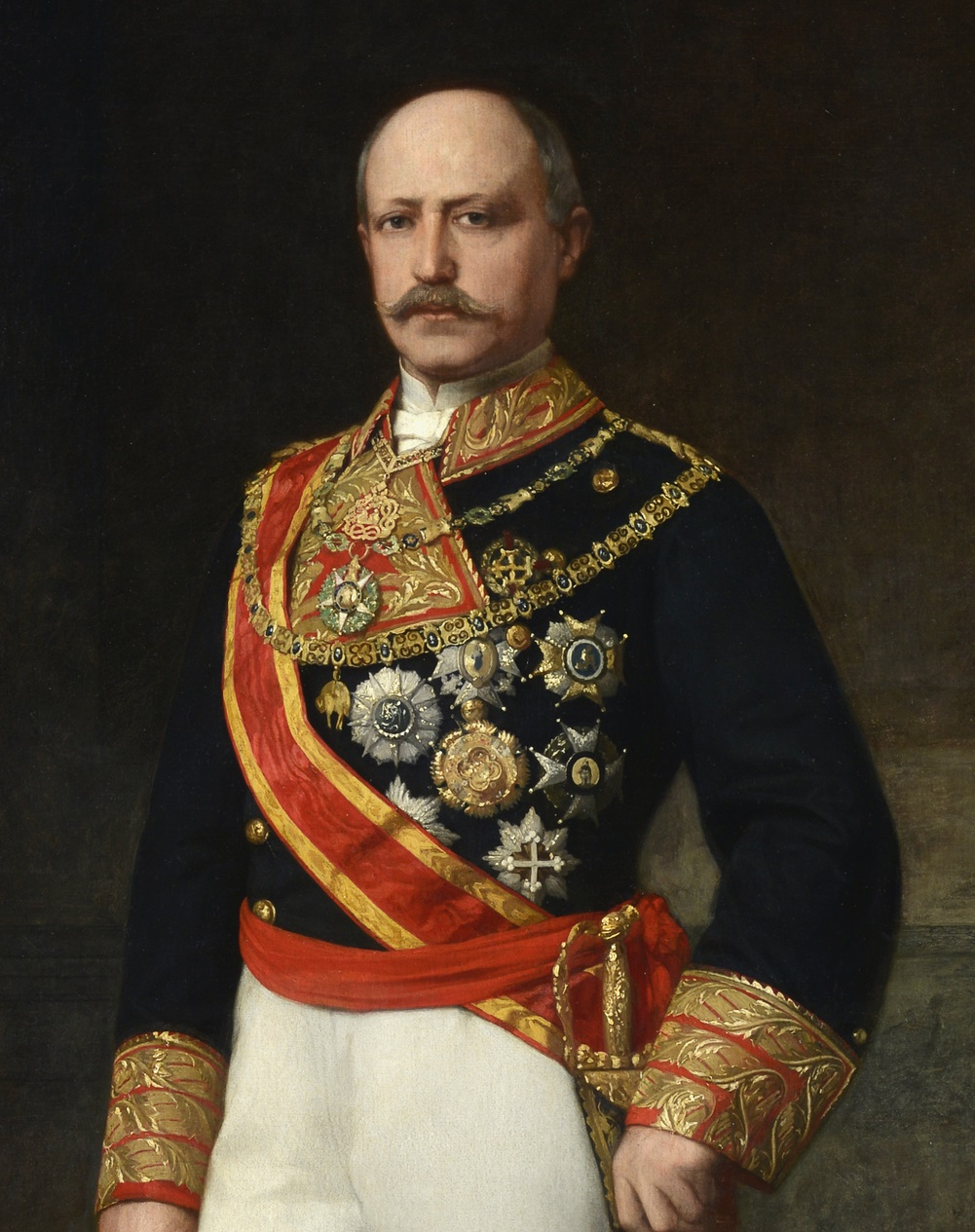
Retrato del general Serrano, último presidente de la I República, que impuso una dictadura desde enero hasta diciembre de 1874, una de cuyas primeras medidas fue prohibir la Internacional.

Tras el triunfo del golpe de Pavía y cuando estaba a punto de caer Cartagena, último reducto de la rebelión cantonal, el gobierno del general Serrano decretó el 10 de enero de 1874 la disolución de la Internacional en España «considerando que los principios sostenidos y puestos en práctica por la Asociación Internacional de Trabajadores se oponen al derecho, a la moral y a la libertad de trabajo…», la prohibición se mantendría hasta 1881, año en que se aprobó la libertad de asociación. Los locales de la FRE-AIT fueron ocupados rápidamente por la Guardia Civil y su prensa clausurada. En aquel momento contaba con 130 Federaciones y 400 secciones. Seis días antes la Comisión Federal había valorado los últimos acontecimientos de esta forma:

La dictadura grotesca del apóstata Castelar y sus cómplices ha producido el golpe de Estado del 3 de enero de 1874. La dictadura civil ha caído para dejar su puesto a la dictadura militar, que ha disuelto a tiros la legalidad burguesa.

Inmediatamente la Comisión Federal acordó una serie de medidas para mantener la actividad de la FRE-AIT en la clandestinidad. En la circular n.º 38 emitida el 12 de enero recomendaba a las federaciones poner «en lugar seguro los documentos y objetos de importancia» y reiteraba la necesidad de dividir las secciones en grupos pequeños y secretos, «o adoptando la forma que cada federación en uso de su autonomía considere más acertada». Alentaba a que los afiliados se defendieran en nombre de la justicia dentro o fuera «de la ley burguesa», aduciendo que «los derechos naturales de asociación y reunión son anteriores y superiores a toda ley, y que nadie puede restringirlos ni atentar a su libre ejercicio», sin descartar el uso de la violencia en vista de que las instituciones burguesas «se sostienen por la fuerza, solo por la fuerza pueden ser derribadas». Así las Federaciones deberían «organizar todos los grupos revolucionarios que les sea posible, a fin de estar apercibidos y dispuestos para la acción revolucionario-socialista del proletariado».
A pesar de las dificultades impuestas por la ilegalización la FRE celebró entre el 21 y el 27 de junio un Congreso secreto en Madrid (el IV de su historia) donde se acordó que ya no se celebrarían más congresos generales de la FRE, siendo sustituidos por conferencias «comarcales» secretas «que se celebrarían sucesivamente, con la asistencia a cada una de ellas de un delegado de la Comisión federal, portador de la [sic] orden del día, de los acuerdos y de los votos, para resumirlos después en un todo común en el seno de la Comisión Federal». La primera conferencia «comarcal» importante, la catalana, se celebró en Sants el 10 de junio de 1875. En el Congreso se optó por la vía insurreccionalista y se empezó «a dar alas al nihilismo (represalias personales, incendios de la propiedad) que poco después iba a alcanzar grandes vuelos, especialmente en Andalucía».
Tres meses después la FRE logró enviar a Rafael Farga Pellicer al Congreso de Bruselas de la Internacional de Saint-Imier, presidido por Bakunin, y en el que intervino para decir que «los obreros españoles no quieren sufragio universal, ni acción política legal… La situación es tal, que toda acción política sólo puede ser que conspiración y revolución violenta». También dijo que la Internacional «no puede continuar esta marcha calmada y tranquila que ha seguido desde sus inicios» y que ha de realizar «un movimiento revolucionario».
La celebración del Congreso de Madrid y la participación en el Congreso de Bruselas constituyen, según Clara Lida, una prueba de la capacidad de la FRE para desarrollar en circunstancias tan adversas «originales patrones clandestinos de organización, de propaganda y de resistencia»,en el mismo sentido que la prensa clandestina, «cuya abundancia y aparición en coyunturas tan poco propicias no deja de sorprender». Además consiguió mantener el contacto con los internacionalistas europeos «por medio de viajes, correspondencia, presencia en o adhesiones a reuniones secretas», y enviar delegados a todos los Congresos de la Internacional anarquista.

### La radicalización de la FRE-AIT
La radicalización que supuso la adopción de la vía insurreccional en el Congreso de Madrid ya se había manifestado antes de la celebración del mismo. Así en el Manifiesto hecho público en marzo de 1874 se decía que desde hoy y hasta que la revolución social haya triunfado

todo explotador, todo ocioso que viva de la renta, todo capitalista parásito… [que nos haya infligido] una ofensa grave o haya violado nuestros derechos, caerá bajo los golpes de un brazo invisible, y sus propiedades serán entregadas al fuego…

Asimismo en mayo había aparecido un periódico clandestino titulado Las Represalias en cuyo número del 28 de agosto se decía:

Tenemos la satisfacción de anunciaros que algunos infames explotadores no insultarán más a los obreros, ya que algunas casas, fábricas, etc. han sido consumidas por las llamas.

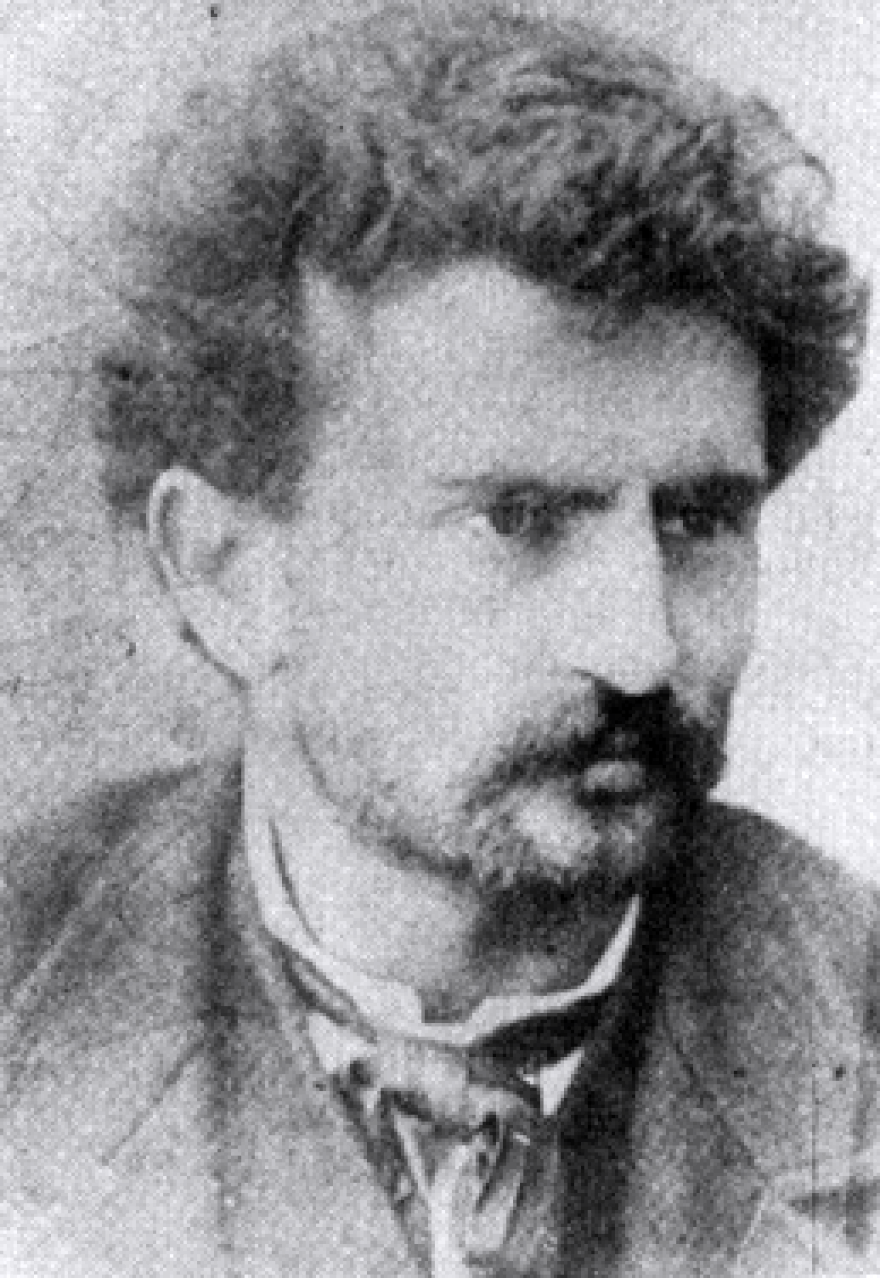
El anarcocomunista Errico Malatesta, que estuvo en España en 1875

En julio de 1874 la Comisión federal se trasladó de Madrid a Barcelona, integrándose en ella Farga Pellicer y José García Viñas. Este último, según Josep Termes, «a causa del tiempo libre que disponía al no ser obrero [era médico] y no estar atado a una rigurosa jornada laboral, acabó convirtiéndose en el eje de la organización y redactando todos, o casi, los proyectos, memorias o resoluciones de estos años. Y por esta causa los documentos de la Internacional (en plena descomposición, abandonada por las masas obreras y dirigida por un reducido sector del aliancismo) tienen en esta época, de clandestinidad forzada, un tan claro matiz insurreccionalista, de despego por el trabajo sindical y de confianza en el papel dirigente del grupo secreto y minoritario». Por otro lado, dos destacados anarcocomunistas estuvieron en España durante ese tiempo, Errico Malatesta quien en 1875 visitó Barcelona, Cádiz y Madrid, y Kropotkin, quien estuvo en Barcelona en 1878.
El creciente predominio de las posturas radicales se vio favorecido por las dificultades que tuvo la Comisión para mantener activa la FRE y por la crisis de la Internacional anarquista (a la que la FRE estaba adherida) que se puso claramente en evidencia en el Congreso de Viviers de septiembre de 1877. Este fue el segundo congreso que se celebró tras la muerte de Bakunin en julio de 1876 y al que la FRE, a pesar de las duras condiciones en que vivía, logró enviar dos delegados: José García Viñas y Tomás González Morago, que se pronunciaron a favor de la propuesta de la «propaganda por el hecho». En 1875 ya se había propuesto la organización de «grupos de acción» y «grupos de vigilancia y propaganda revolucionaria» y «proporcionarse recursos, armas, municiones y hacer represalias». También se acordó que la Comisión solo apoyaría las huelgas «que tengan por objeto el fomento de la organización de la acción revolucionaria».
Las principales federaciones partidarias del recurso a la violencia fueron las andaluzas: la conferencia comarcal de Andalucía occidental de 1878 votó por unanimidad «la propaganda por los hechos y las represalias»; mientras que las catalanas, de acuerdo con su tradición societaria, se oponían y proponían desarrollar la acción sindical. Como ha señalado, Manuel Tuñón de Lara, «el principio de la huelga como arma era sustituido por el de la acción violenta».
En mayo de 1879 la Comisión federal en la hoja A los trabajadores de los campos de Andalucía y a los obreros en general decía lo siguiente:

Todo lo que encierran los graneros es vuestro. Es el sudor de vuestra frente. Y como es vuestro no debéis pedirlo, debéis tomarlo… En el presente ved vosotros mismos qué es lo mejor: ¿morir lentamente… viendo a vuestros hijos agotarse de privaciones, o morir con la cabeza alta?... Sí, y mil veces sí: ¡vivir trabajando o morir combatiendo! Pero no un día determinado, no: hoy, mañana, siempre. Individualmente o de manera colectiva, guerra, siempre guerra, hasta que ellos abran los ojos a la luz o que nosotros hayamos triunfado… ¡Muerte a los holgazanes! ¡La tierra al cultivador! ¡La fábrica al obrero! ¡El taller al artesano! ¡Viva la revolución social!

### La influencia del nihilismo y del anarcocomunismo

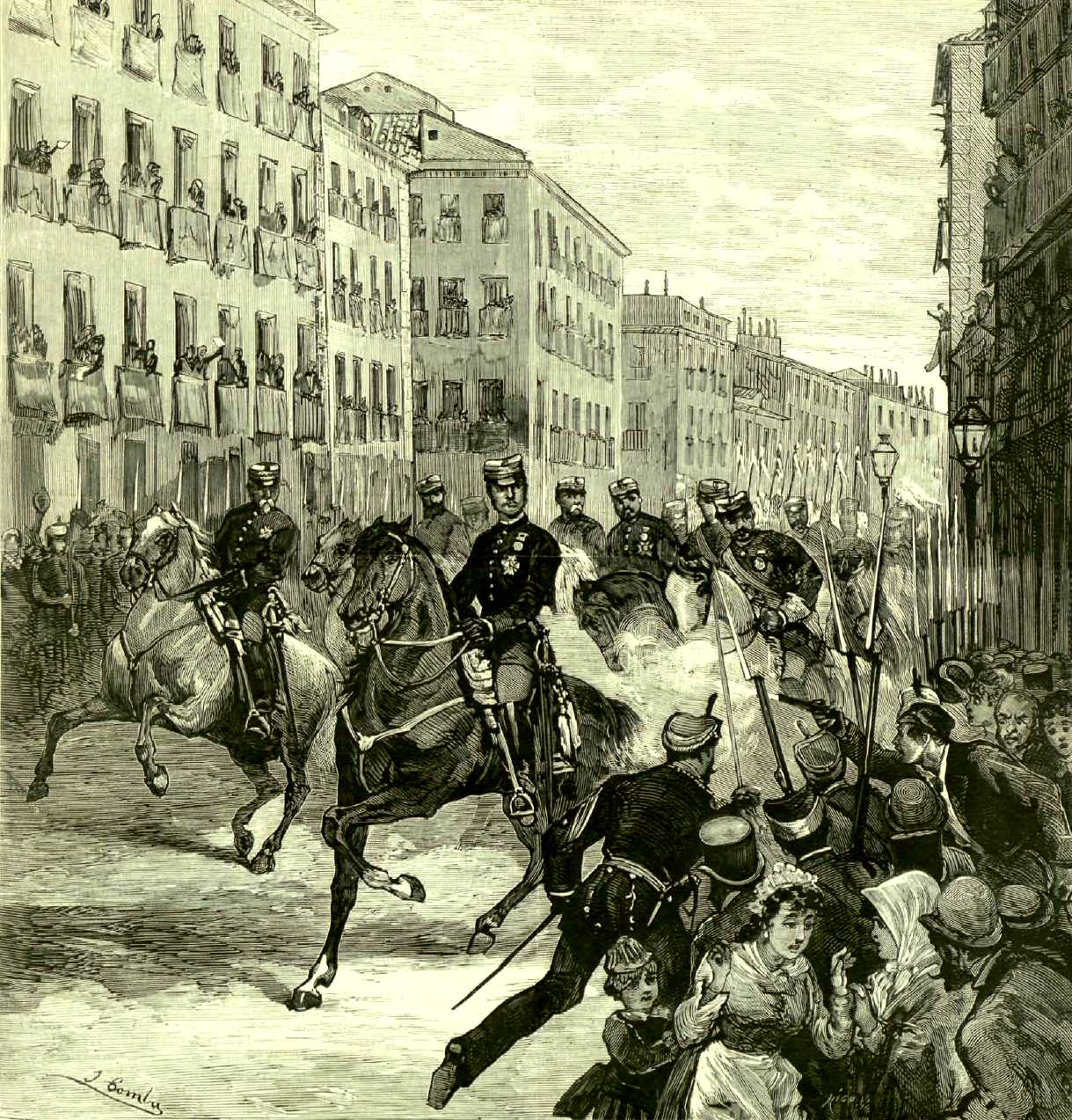
Grabado de la época que reproduce el momento en que el obrero anarquista Juan Oliva Moncasi dispara contra el rey Alfonso XII de España el 25 de octubre de 1878.

Según Josep Termes, la radicalización no solo se debió al «obligado abandono de la lucha societaria, cotidiana y laboralista» a causa de la prohibición de la Internacional que estuvo acompañada de una fuerte represión, sino también a la evolución del movimiento anarquista hacia posiciones favorables al uso de la violencia por influencia del nihilismo y del populismo ruso, y que se concretaron en el Congreso de Verviers de 1877 con la aprobación de la política de la «propaganda por el hecho», que también fue apoyada por los delegados de la FRE. En España el primer intento de magnicidio fue el frustrado atentado contra el rey Alfonso XII perpetrado en Madrid por el joven obrero tonelero catalán Joan Oliva Moncasi el 25 de octubre de 1878. El 30 de diciembre del año siguiente hubo un segundo intento de asesinar al rey por parte de un joven obrero gallego llamado Francisco Otero.

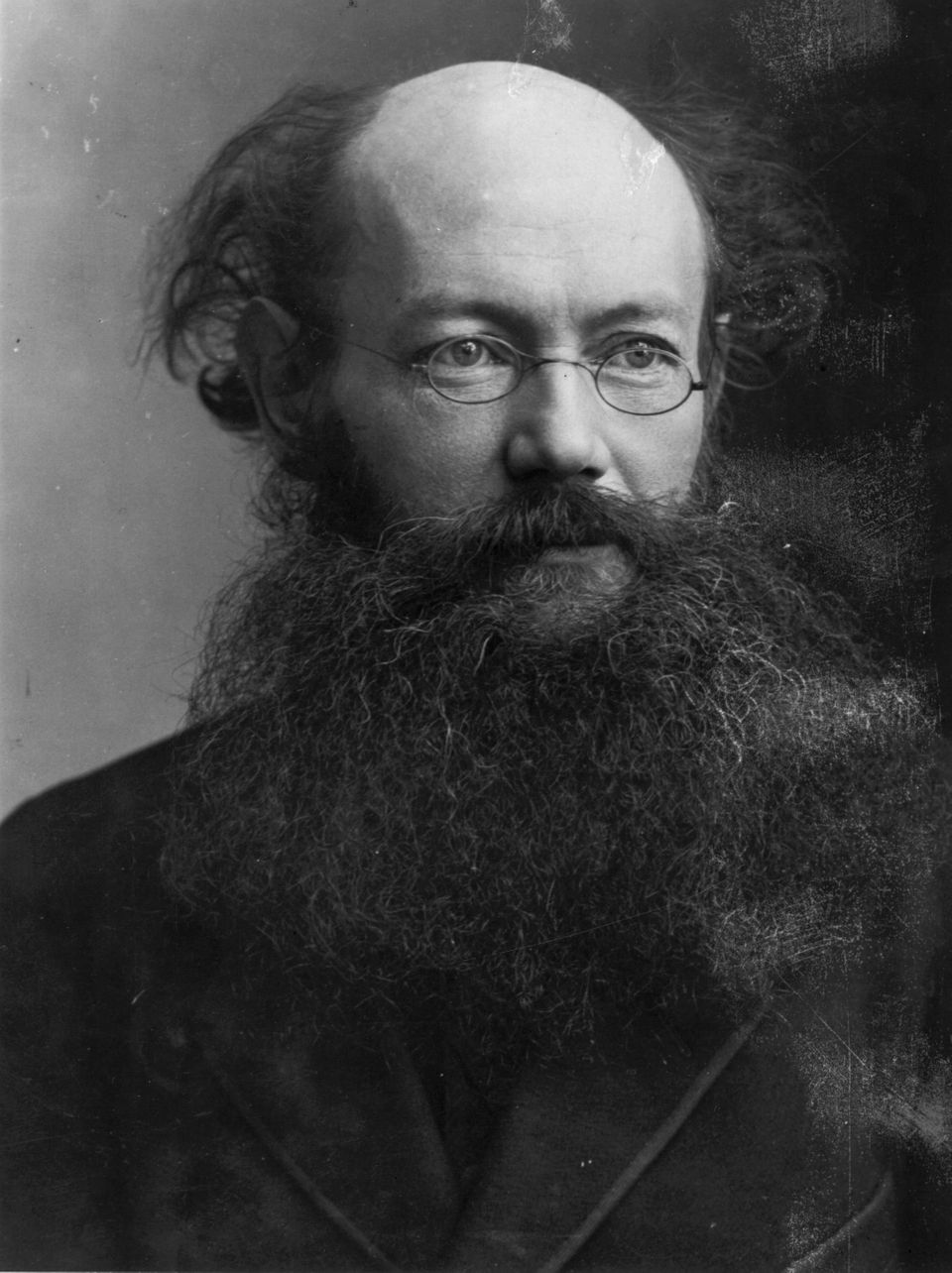
El padre del anarcocomunismo Kropotkin, que estuvo en España en 1878.

En el Congreso de Verviers de 1877 surgió por primera vez el debate entre el anarcocolectivismo, la doctrina dominante hasta entonces en el movimiento anarquista (Basado en los escritos de Bakunin, que había muerto el año anterior), y el anarcocomunismo defendido por una nueva generación anarquista entre los que se encontraban el ruso exiliado en Suiza Piotr Kropotkin, el italiano Errico Malatesta o el francés Élisée Reclus. Así mientras los anarcolectivistas defendían el principio «De cada uno según su capacidad, a cada uno según su trabajo», los anarcomunistas proponían el principio «De cada uno según sus fuerzas, a cada uno según sus necesidades» 
. En el Congreso se acordó tras un intenso debate que cada Federación Regional decidiera que opción seguía.
La FRE en su conjunto siguió fiel al anarcocolectivismo, pero entre determinadas federaciones y secciones, especialmente en Andalucía, empezó a propagarse el anarcocomunismo. Según Clara Lida, que el anarcocomunismo se extendiera entre los jornaleros andaluces se debió a que «la idea de que el usufructo de la tierra y sus productos se distribuyera entre la comunidad, según la necesidad de cada uno, era fácilmente asimilable para una población carente de los más elemental a pesar de sus afanes» y, por el contrario, «el énfasis colectivista en el trabajo era continuar con la misma vida de sacrificios y fatigas con la miseria como única recompensa». Además entre los jornaleros andaluces existía una larga tradición de «hermandad comunal, traducida a la fraternidad de clase».

## La disolución de la FRE (1881)

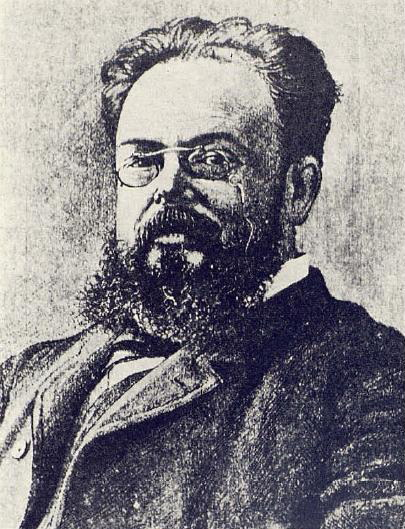
Rafael Farga Pellicer, uno de los promotores del Congreso Obrero de Barcelona de 1870 en el que nació la FRE-AIT, y también de la Conferencia Regional Extraordinaria que la disolvió.

Las diferencias ideológicas y estratégicas surgidas en el seno de la Federación Regional Española condujeron a su disolución en 1881 en cuanto se atisbó la posibilidad de volver a actuar legalmente. La iniciativa partió del grupo anarcosindicalista catalán dirigido por Josep Llunas i Pujals, Rafael Farga Pellicer, Antoni Pellicer i Paraire y Eudald Canivell i Masbernat que, intentado aprovechar la oportunidad que ofrecía el nuevo gobierno liberal presidido por Práxedes Mateo Sagasta que había prometido el reconocimiento de la libertad de asociación, lo que pondría fin al periodo de clandestinidad, se propusieron cambiar la política de la Comisión Federal, que se «había alejado de la idea de grandes movimientos obreros, a favor de los grupos secretos, partidarios de la acción directa».
Con ese propósito convocaron una Conferencia Regional Extraordinaria que se celebró del 6 al 9 de febrero de 1881 en Gracia a la que asistieron un delegado por «comarca» y durante la cual se aprobó la destitución de la Comisión (integrada por Anselmo Lorenzo, José García Viñas, Trinidad Soriano, Nacher, y González Morago), que fue sustituida por una nueva formada por los dirigentes catalanes, más el albañil mallorquín Francisco Tomás.
Casi simultáneamente a la celebración de la Conferencia Extraordinaria el gobierno liberal de Práxedes Mateo Sagasta aprobaba la libertad de asociación lo que permitió el nacimiento de una nueva organización legal, la Federación de Trabajadores de la Región Española, fundada en el Congreso Obrero de Barcelona de 1881.

## Congresos y conferencias de la FRE-AIT
- Congreso Obrero de Barcelona de 1870
- Conferencia de Valencia (1871)
- Congreso de Zaragoza (1872)
- Congreso de Córdoba (1873)
- Congreso de Madrid (1874)